# ماثارون
بلدية ماثارون (بالإسبانية: Mazarrón) هي بلدية تقع في منطقة مرسية جنوب شرق إسبانيا.

## الديموغرافيا
بلغ عدد سكان بلدية ماثارون 35.473 نسمة عام 2011 (وفقاً للمعهد الوطني الإسباني للإحصاء).
| 16.142 | 17.478 | 23.025 | 28.889 | 32.616 | 35.221 | 35.473 |

## أعلام
- خوسيه ميغيل كامبوس رودريغيز
- أجيلاث
- بيدرو ألكالا